# کلمنت سیمونین
کلمنت سیمونین (انگلیسی: Clément Simonin؛ زادهٔ ۱ ژوئیهٔ ۱۹۹۱) بازیکن فوتبال اهل فرانسه است.
از باشگاه‌هایی که در آن بازی کرده‌است می‌توان به باشگاه فوتبال تورنتو اشاره کرد.